# Jövő (folyóirat, 1862–1863)
Jövő 1862–1863-ban politikai és vegyes tartalmú hetilap Pesten. A Trombita folytatása.

## A hetilap támogatói, munkatársai
Megjelenését a Határozati Párt balszárnya támogatta, ismert politikusok és vállalkozók, köztük Böszörményi László, Kubinyi Ferenc, Madarász József, Szalai Sándor, Vidats János. Megindításában Vajda János költőnek volt jelentős szerepe. A hetilap szerkesztője Kövér Lajos lett, belső munkatársak: Máriássy Béla, Reviczky Szevér, Szelestey László, Szilágyi Virgil. A politikai, nemzetiségi, közigazgatási, művelődési cikkek mellett színikritikákat is közölt.